# Eleccions a governador de Hokkaidō de 1947
Les eleccions a governador de Hokkaidō de 1947 (1947年北海道知事選挙) es van celebrar el 5 d'abril i 16 d'abril de 1947 en el marc de les eleccions locals unificades del Japó de 1947 per elegir al Governador de Hokkaidō. Aquestes van ser les primeres eleccions democràtiques per a elegir al governador de Hokkaido i s'hagué de fer dues votacions per qüestions de percentatge. El guanyador va ser Toshibumi Tanaka, del Partit Socialista del Japó.

## Antecedents
Aquestes van ser les primeres eleccions democràtiques al càrrec de governador de la història de Hokkaido. Aquestes eleccions van ser realitzades abans de la promulgació de la llei d'autonomia local (17 d'abril de 1947), i de manera oficial va ser feta com una elecció al Cap del Govern de Hokkaidō. El primer (i darrer) Cap del Govern de Hokkaido elegit democràticament va passar a denominar-se "Governador" amb la promulgació de la llei d'autonomia local i l'aplicació d'aquesta el 3 de maig del mateix any. Sis candidats van concòrrer a aquestes eleccions del 5 d'abril. Toshibumi Tanaka, qui va obtindre el nombre més gran de vots a la primera volta, va guanyar també a la segona volta, celebrada el 16 d'abril.

## Candidats
| Candidat | Candidat            | Edat | Partit                     | Professió  |
| -------- | ------------------- | ---- | -------------------------- | ---------- |
|          | Kikuzō Samo         | 53   | Independent                | n/a        |
|          | Tsuyoshi Iwasa      | 46   | PTPDJ                      | n/a        |
|          | Chōji Hase          | 45   | Independent                | Polític    |
|          | Hidetoshi Tomabechi | 64   | Independent                | Polític    |
|          | Eiji Arima          | 65   | Partit Democràtic          | Metge      |
|          | Toshibumi Tanaka    | 35   | Partit Socialista del Japó | Funcionari |

## Resultats

### Primera volta
| Candidat | Candidat            | Partit                                        | Primera volta | Primera volta |
| Candidat | Candidat            | Partit                                        | Vots          | %             |
| -------- | ------------------- | --------------------------------------------- | ------------- | ------------- |
|          | Toshibumi Tanaka    | Partit Socialista del Japó                    | 384.770       | 34,4          |
|          | Eiji Arima          | Partit Democràtic                             | 304.524       | 27,2          |
|          | Hidetoshi Tomabechi | Independent                                   | 259.126       | 23,2          |
|          | Chōji Hase          | Independent                                   | 123.510       | 11            |
|          | Tsuyoshi Iwasa      | Partit Democràtic dels Treballadors Patriotes | 35.783        | 3,2           |
|          | Kikura Samo         | Independent                                   | 11.286        | 1             |

### Segona volta
Com que en la primera votació no hi va haver cap candidat amb més d'un 37,5 percent dels vots, la llei exigia i així es va fer la realització d'una segona volta entre els candidats més votats.
| Candidat | Candidat         | Partit                     | Segona volta | Segona volta |
| Candidat | Candidat         | Partit                     | Vots         | %            |
| -------- | ---------------- | -------------------------- | ------------ | ------------ |
|          | Toshibumi Tanaka | Partit Socialista del Japó | 555.862      | 53,8         |
|          | Eiji Arima       | Partit Democràtic          | 476.727      | 46,2         |